# I Belong to You (Lenny Kravitz)
I Belong To You è il secondo singolo ad essere estratto dall'album 5 di Lenny Kravitz, pubblicato nel 1998. Il video del brano è stato diretto da Mark Seliger e Fred Woodward.

## Tracce
1. I Belong To You - 4:17
2. If You Can't Say No (Flunky In The Attic mix) - 5:16
3. If You Can't Say No (Just Say No mix) - 6:00
4. If You Can't Say No (BT Twilo dub) - 8:02
5. If You Can't Say No (Dallas Austin mix) - 4:45

## Classifiche
| Classifica (1998) | Posizione più alta |
| ----------------- | ------------------ |
| Belgio (Fiandre)  | 64                 |
| Belgio (Vallonia) | 32                 |
| Francia           | 24                 |
| Germania          | 81                 |
| Islanda           | 7                  |
| Paesi Bassi       | 42                 |
| Regno Unito       | 75                 |
| Stati Uniti       | 71                 |